# BWIA West Indies Airways
BWIA West Indies Airways, chamada de "B-wee" pela população local, foi a companhia aérea nacional de Trinidad e Tobago. Era a maior empresa aérea a operar para fora do Caribe, com voos diretos para os Estados Unidos, Canadá e Reino Unido. Seu principal centro de operações era o Aeroporto Internacional de Piarco.
A companhia anunciou em 8 de setembro de 2006 o seu encerramento em 31 de dezembro desse ano. Todos os cerca de 1700 empregados foram colocados na nova companhia que veio substituir a BWIA, chamada Caribbean Airlines.

## Frota

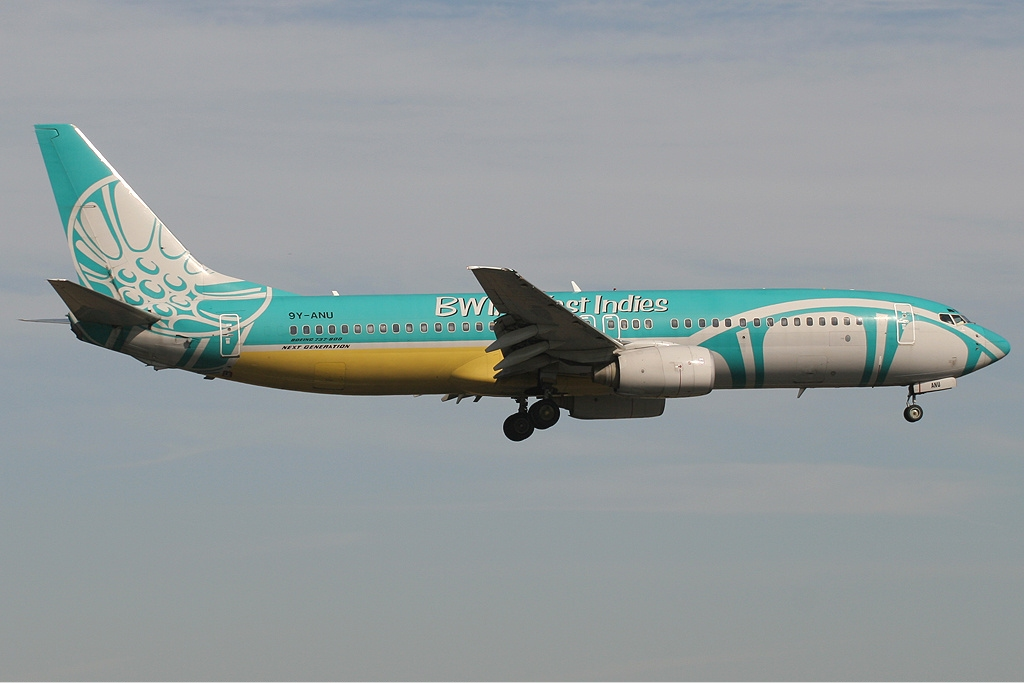
Boeing 737-800 da BWIA West Indies Airways.

Em agosto de 2006.
- 7 Boeing 737-800
- 2 Airbus A340-300